# 蚕桑村
蚕桑村（こぐわむら）は、かつて山形県西置賜郡にあった村。

## 沿革
- 1889年（明治22年）4月1日 - 町村制施行に伴い西置賜郡田尻村、高玉村、山口村が合併し、蚕桑村が発足。
- 1954年（昭和29年）10月1日 - 西置賜郡荒砥町、鮎貝村、十王村、白鷹村、東根村と合併し、白鷹町となり消滅。